# Rue du Gros-Caillou
Pour les articles homonymes, voir Gros caillou.
La rue du Gros-Caillou est une voie du 7e arrondissement de Paris, en France.

## Situation et accès
La rue du Gros-Caillou est une voie publique située dans le 7e arrondissement de Paris. Elle débute au 11, rue Augereau et se termine au 208 bis, rue de Grenelle.

## Origine du nom

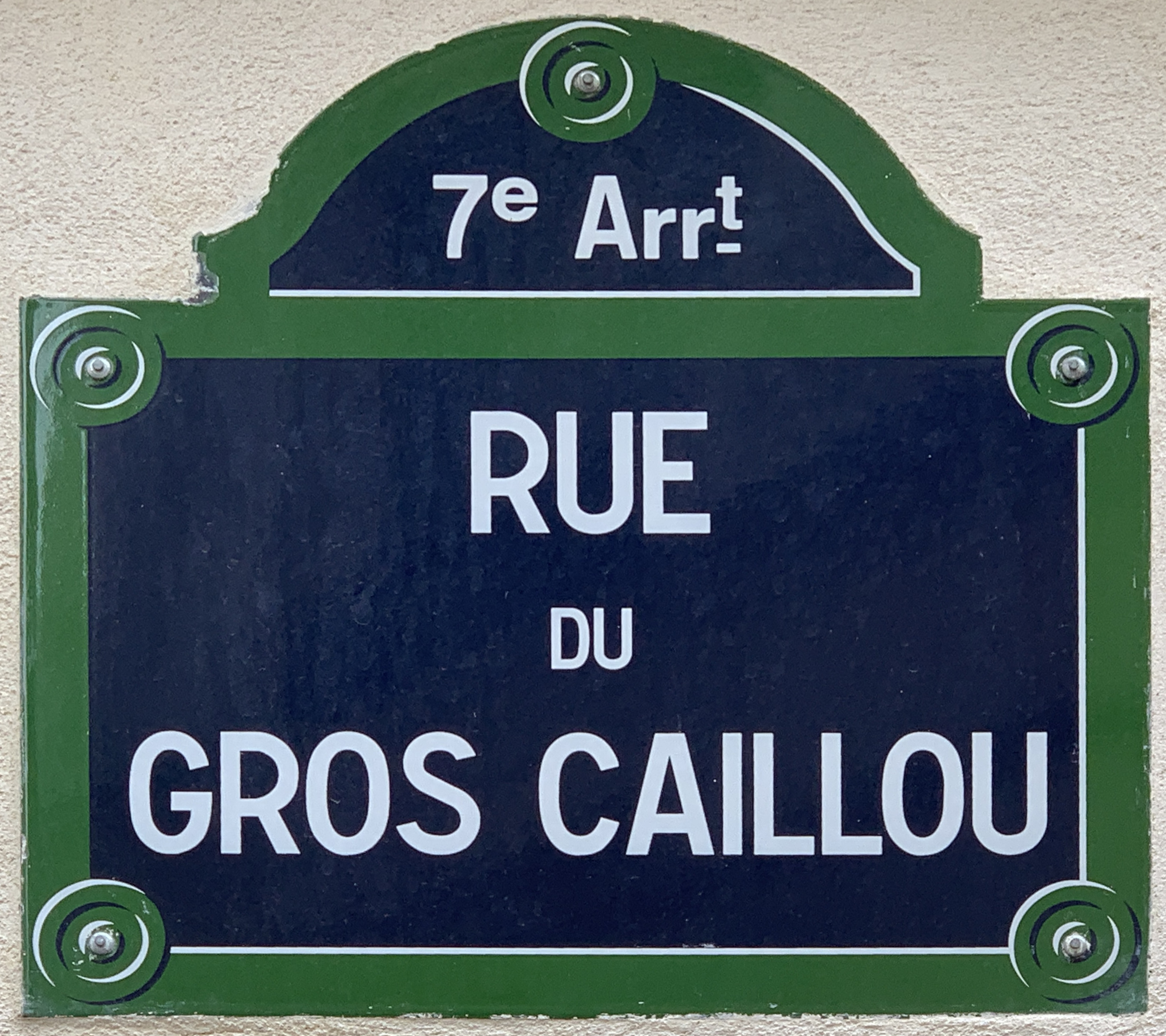
Plaque de la rue.

Jaillot assure que ce nom de « Gros-Caillou » ou « long gray », viendrait de ce qu'une grosse borne séparait autrefois le territoire et les censives de Saint-Germain-des-Prés de ceux de Sainte-Geneviève.
D'après Piganiol de la Force, ce nom avait pour origine l'enseigne d'une très ancienne maison de prostitution du quartier. Quand cette maison fut expropriée vers 1738, il fallut employer la poudre pour faire sauter cette pierre « tant dure était sa masse siliceuse ».
Selon Charles Pomerol, le « Gros-Caillou » est un bloc alluvial transporté par la débâcle en climat périglaciaire. Il était situé à proximité de l’intersection des rues Saint-Dominique et Cler. Il aurait été détruit, à l’explosif, vers 1738.

## Historique
Initialement appelée « passage de Grenelle », cette voie est classée dans la voirie parisienne par un arrêté du 14 janvier 1933 sous sa dénomination actuelle.
Vers 1892, Henri Contenet, cycliste surnommé « Saint-Nicolas », et habitant rue du Gros-Caillou, eut l'idée de fonder un club omnisports, le Gros-Caillou Sportif, portant le nom de la rue où il avait élu domicile,.

## Lieu de fiction
Dans l'album Les Toutous à Paris (2019) de Dorothée de Monfreid, les neuf héros se perdent dans Paris en cherchant la rue du Gros-Caillou pour se rendre à l'anniversaire de leur oncle qui habiterait au no 16.